# Ермісту (озеро)
Е́рмісту (ест. Ermistu järv, Tõstamaa järv, Ärmistu järv, Mõisajärv, Härmesi järv) — природне озеро в Естонії, у волості Тистамаа повіту Пярнумаа.

## Розташування
Ермісту належить до Пярнуського суббасейну Західноестонського басейну.
На східному березі озера розташоване село Ермісту, на південному — селище Тистамаа.
Акваторія водойми входить до складу заказника Тигела-Ермісту (Tõhela-Ermistu hoiuala). На озері охороняється місце постійного проживання беркута.

## Опис
Загальна площа озера становить 454,3 га (9-е місце серед найбільших озер в Естонії), площа водної поверхні — 449,5 га, площа 14 острівців на озері — 4,8 га. Довжина водойми — 4 070 м, ширина — 1 750 м. Найбільша глибина — 2,9 м, середня глибина — 1,3 м. Довжина берегової лінії — 21 779 м. Площа водозбору — 32,3 км². Обмін води відбувається 2 рази на рік.
Ермісту — озеро з помірно твердою стратифікованою водою (тип 2 згідно з ВРД). За лімнологічною типологією, прийнятою в Естонії, озеро макрофітне.
Береги озера низькі, трохи розчленовані, мулисті або торф'яні. Східний берег в деяких місцях піщаний. Дно озера на східному узбережжі піщане, у північній частині — скелясте, у центральній — глинисте, в інших місцях — мулисте (у південно-західній частині товща шару бруду досягає 12 м). В озері налічується близько 6 млн м³ сапропелю (добриво та лікувальна грязь). Глибина озера збільшується поступово. Найглибшими частинами водойми є західна та східна. На озері утворились численні торф'яні острівці. У північній частині Ермісту лежить Кам'яний острів (Kivissaar). Із південного краю озера витікає річка Тистамаа (Tõstama jõgi).
Вода в озері змінює колір від жовтого до зеленувато-жовтого, прозорість — 0,8-2,5 м. Влітку вода нагрівається і добре змішується, взимку може бути дефіцит кисню.
Озеро багате рибою: лящ, щука, окунь, плотва, плоскирка, лин, карась, вугор, в'язь, йорж. Ермісту є місцем проживання багатьох видів птахів, до яких належать, зокрема, крячок річковий, крижень, чирянка мала, чернь чубата, крех великий та середній, лебідь-шипун.